# Équipe de Hongrie olympique de football
Maillots
L'équipe de Hongrie olympique de football  représente la Hongrie dans les compétitions de football espoirs comme les Jeux olympiques d'été, où sont conviés les joueurs de moins de 23 ans.

## Histoire

### Avant 1960
Lors des Jeux olympiques de 1936, la Hongrie envoie une équipe composée de joueurs amateurs, bien loin de son équipe A. Si la FIFA considère la rencontre disputée comme officielle, la fédération hongroise ne la comptabilise pas comme une rencontre disputée par une équipe A.
Dans toutes les autres rencontres des Jeux olympiques avant 1960, même si parfois elle différait de l'équipe qu'elle sélectionnait d'habitude parce que les joueurs professionnels étaient interdits à la compétition, c'est bien l'équipe A qui officiellement disputait les matchs.

### Après 1960
C'est avec une équipe largement renouvelée que la Hongrie aborde les Jeux olympiques de Rome en 1960. Après avoir survolé son premier tour (2-1 contre l'Inde, 6-2 contre le Pérou, 7-0 contre la France), la Hongrie s'incline en demi-finale face au Danemark (2-0). Menée par Flórián Albert, âgé de seulement 18 ans, la sélection décroche la médaille de bronze en battant l'Italie en petite finale,.
Quelques mois après le championnat d'Europe, la Hongrie participe aux Jeux olympiques de Tokyo, où, comme les autres pays de l'Est, elle envoie ses meilleurs joueurs n'ayant pas disputé la dernière Coupe du monde, à l'image de Dezső Novák et Ferenc Bene qui sont les piliers de cette sélection olympique. La Corée du Nord, initialement dans le groupe de la Hongrie, est disqualifiée pour avoir pris part aux Jeux des nouvelles forces émergentes, interdits par le Comité international olympique. Opposés à la modeste sélection marocaine pour leur premier match, les Hongrois s'imposent aisément six buts à zéro, tous inscrits par Bene. Lors du dernier match de poule, sans enjeu, Hongrois et Yougoslaves offrent un grand spectacle, ponctué par onze buts (6-5) dont quatre pour le seul Tibor Csernai. En quart de finale, les Hongrois éliminent la Roumanie (2-1) puis écartent l'Égypte sur le score de 6-0, marqué par un quadruplé de Bene. En finale, au stade olympique de Tokyo, devant 65 610 spectateurs, la Hongrie s'impose face à la Tchécoslovaquie au terme d'une finale olympique d'un niveau de jeu « plutôt médiocre », grâce à un nouveau but de Bene et un but contre son camp de Vladimir Weiss (2-1),. La Hongrie remporte pour la deuxième fois de son histoire la médaille d'or aux Jeux olympiques. Avec douze buts en cinq matchs, Bene termine meilleur buteur de la compétition. 
Quelques mois après l'échec de l'Euro 1968, la Hongrie défend sa médaille d'or olympique aux Jeux de Mexico. Si le groupe ne comprend aucun joueur de la dernière Coupe du monde, le défenseur Dezső Novák et le milieu de terrain Lajos Szűcs renforcent la sélection. Elle domine facilement le Salvador (4-0), est accrochée par le Ghana (2-2) mais passe le premier tour en écartant Israël (2-0). En quart de finale elle bat le Guatemala (1-0) puis le Japon (5-0), avant de triompher en finale de la Bulgarie (4-1) lors d'un match mouvementé, marqué par plusieurs expulsions du côté bulgare. La Hongrie remporte son troisième titre olympique de football (1952, 1964, 1968). C'est le seul pays à avoir réalisé cette performance. Novák devient le premier footballeur à avoir remporté trois médailles olympiques (l'or en 1964 et 1968, le bronze en 1960), un exploit resté inégalé depuis.

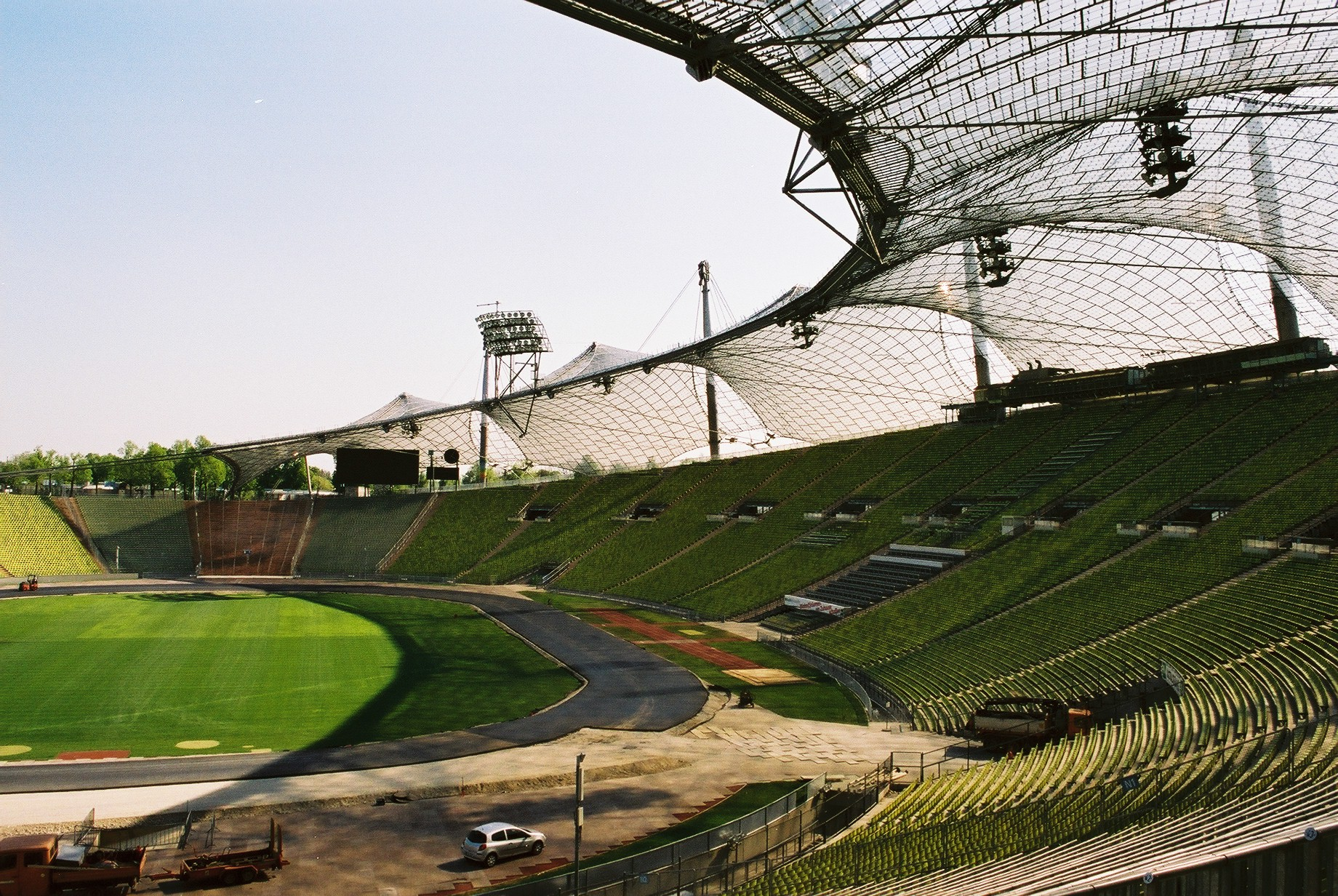
C'est au stade olympique de Munich que la Hongrie est battue en finale des Jeux olympiques de 1972 contre la Pologne.

Aux Jeux olympiques de Munich, les Hongrois sont qualifiés automatiquement en tant que tenants du titre. Invaincus aux Jeux Olympiques depuis 1960, les Hongrois font partie des favoris. Au premier tour, la Hongrie domine l'Iran (5-0), et est partage les points avec le Brésil (2-2), avant d’officialiser sa qualification pour la suite de la compétition avec une victoire contre le Danemark (2-0). Au second tour, l'équipe hongroise olympique se défait de l'Allemagne de l'Est (2-0), l'Allemagne de l'Ouest (4-1) puis du Mexique (2-0). Qualifiés directement en finale contre la Pologne, les Hongrois manquent de remporter leur quatrième médaille d'or : malgré l'ouverture du score de Béla Várady, le Polonais Deyna réalise un doublé, offrant la victoire aux siens. Doubles tenants du titre et invaincus dans la compétition depuis 1960, les Hongrois s'inclinent donc en finale, remportant une médaille d'argent.
Même la sélection olympique, qui reste sur trois finales d'affilée, est éliminée au premier tour des qualifications aux Jeux olympiques de 1976 par la Bulgarie.

## Palmarès
- Vainqueur des Jeux olympiques en 1952, Jeux olympiques en 1964, Jeux olympiques en 1968
- Finaliste des Jeux olympiques en 1972
- 3e des Jeux olympiques en 1960

## Parcours lors des Jeux olympiques
Depuis les Jeux olympiques d'été de 1992, le tournoi est joué par des joueurs de moins de 23 ans.
Les Jeux olympiques d'été de 1960 marquent le moment où la FIFA ne considère plus les matchs comme officiellement joués par les sélections A.
Avant les Jeux olympiques d'été de 1984, seuls les footballeurs amateurs peuvent participer. De fait, certaines sélections alignaient des équipes très similaires à leur équipe A, dès lors que leurs joueurs étaient considérés comme amateurs, c'est le cas de la Hongrie.
| Football aux Jeux olympiques | Football aux Jeux olympiques | Football aux Jeux olympiques | Football aux Jeux olympiques | Football aux Jeux olympiques | Football aux Jeux olympiques | Football aux Jeux olympiques | Football aux Jeux olympiques | Football aux Jeux olympiques |
| Année                        | Tour                         | Classement                   | J                            | G                            | N                            | P                            | Bp                           | Bc                           |
| ---------------------------- | ---------------------------- | ---------------------------- | ---------------------------- | ---------------------------- | ---------------------------- | ---------------------------- | ---------------------------- | ---------------------------- |
| 1896                         | Pas de Tournoi               | -                            | -                            | -                            | -                            | -                            | -                            | -                            |
| 1900                         | Non inscrit                  | -                            | -                            | -                            | -                            | -                            | -                            | -                            |
| 1904                         | Non inscrit                  | -                            | -                            | -                            | -                            | -                            | -                            | -                            |
| 1908                         | Non inscrit                  | -                            | -                            | -                            | -                            | -                            | -                            | -                            |
| 1912                         | Quart de finale              | 10                           | 1                            | 0                            | 0                            | 1                            | 0                            | 7                            |
| 1920                         | Non inscrit                  | -                            | -                            | -                            | -                            | -                            | -                            | -                            |
| 1924                         | Huitième de finale           | 9                            | 2                            | 1                            | 0                            | 1                            | 5                            | 3                            |
| 1928                         | Non participant              | -                            | -                            | -                            | -                            | -                            | -                            | -                            |
| 1932                         | Pas de Tournoi               | -                            | -                            | -                            | -                            | -                            | -                            | -                            |
| 1936                         | Huitième de finale           | 13                           | 1                            | 0                            | 0                            | 1                            | 0                            | 3                            |
| 1948                         | Non inscrit                  | -                            | -                            | -                            | -                            | -                            | -                            | -                            |
| 1952                         | Vainqueur                    | 1                            | 6                            | 6                            | 0                            | 0                            | 20                           | 2                            |
| 1956                         | Non inscrit                  | -                            | -                            | -                            | -                            | -                            | -                            | -                            |
| 1960                         | 3e                           | 3                            | 5                            | 4                            | 0                            | 1                            | 17                           | 9                            |
| 1964                         | Vainqueur                    | 1                            | 5                            | 5                            | 0                            | 0                            | 22                           | 6                            |
| 1968                         | Vainqueur                    | 1                            | 6                            | 5                            | 1                            | 0                            | 18                           | 3                            |
| 1972                         | Finaliste                    | 2                            | 7                            | 5                            | 1                            | 1                            | 21                           | 5                            |
| 1976                         | Non qualifiée                | -                            | -                            | -                            | -                            | -                            | -                            | -                            |
| 1980                         | Non qualifiée                | -                            | -                            | -                            | -                            | -                            | -                            | -                            |
| 1984                         | Non qualifiée                | -                            | -                            | -                            | -                            | -                            | -                            | -                            |
| 1988                         | Non qualifiée                | -                            | -                            | -                            | -                            | -                            | -                            | -                            |
| 1992                         | Non qualifiée                | -                            | -                            | -                            | -                            | -                            | -                            | -                            |
| 1996                         | 1er tour                     | 16                           | 3                            | 0                            | 0                            | 3                            | 3                            | 7                            |
| 2000                         | Non qualifiée                | -                            | -                            | -                            | -                            | -                            | -                            | -                            |
| 2004                         | Non qualifiée                | -                            | -                            | -                            | -                            | -                            | -                            | -                            |
| 2008                         | Non qualifiée                | -                            | -                            | -                            | -                            | -                            | -                            | -                            |
| 2012                         | Non qualifiée                | -                            | -                            | -                            | -                            | -                            | -                            | -                            |
| 2016                         | Non qualifiée                | -                            | -                            | -                            | -                            | -                            | -                            | -                            |
| 2021                         | Non qualifiée                | -                            | -                            | -                            | -                            | -                            | -                            | -                            |
| 2024                         | À venir                      | -                            | -                            | -                            | -                            | -                            | -                            | -                            |
| Total                        | 9/25                         | 5 médailles                  | 36                           | 26                           | 2                            | 8                            | 107                          | 46                           |